# Heinrich Abegg
Heinrich Burkhard Abegg (ur. 3 października 1791 w Heidelbergu, zm. 21 kwietnia 1868 w Wiesbaden) – kupiec, działacz polityczny, filantrop.
Po ukończeniu gimnazjum do 1809 odbył praktykę kupiecką w Elblągu, następnie do 1815 odbył ochotniczo służbę wojskową jako ułan armii pruskiej. W 1816 przeprowadził się do Gdańska, gdzie prowadził nurtowy handel najpierw zbożem, potem także winem; od 1838 był również właścicielem rafinerii cukru palmowego i współwłaścicielem innych firm żeglugowych i handlowych.
Działał we władzach miejskich Gdańska, a od 1837 był gdańskim posłem do prowincjonalnego Landtagu w Królewcu.
W roku 1854, po zakończeniu działalności biznesowej i politycznej, przeprowadził się do Wiesbaden. Po jego śmierci powołano fundację na czele z Georgiem Abeggiem, realizującą testamentowe postanowienia – wydatkowanie kwot na rzecz gdańskiej gminy kalwińskiej, budowy i utrzymania tanich domów dla robotników w Gdańsku.